# Azatan
Azatan (armeniska: Ազատան ) är en ort i Armenien. Orten fick namnet Azatan 1945. Den ligger i provinsen Sjirak, i den nordvästra delen av landet, 80 kilometer nordväst om huvudstaden Jerevan. Azatan ligger 1 498 meter över havet och antalet invånare är 4 448.
Terrängen runt Azatan är huvudsakligen platt, men söderut är den kuperad. Runt Azatan är det ganska tätbefolkat, med 129 invånare per kvadratkilometer.. Närmaste större samhälle är Gjumri, 8,4 kilometer norr om Azatan.
Trakten runt Azatan består i huvudsak av gräsmarker.